# TJ Hluboká nad Vltavou Knights
TJ Hluboká nad Vltavou Knights (celým názvem: Tělovýchovná jednota Hluboká nad Vltavou Knights) je český klub ledního hokeje, který sídlí ve městě Hluboká nad Vltavou v Jihočeském kraji. Založen byl v roce 1933 pod názvem SK Hluboká nad Vltavou. Od sezóny 2009/10 působí v Jihočeské krajské lize, čtvrté české nejvyšší soutěži ledního hokeje. Klubové barvy jsou modrá, červená a bílá.
Své domácí zápasy odehrává na nekrytém zimním stadionu Miroslava Dvořáka. Proto hraje většinu podzimních zápasů na hřištích soupeřů.

## Historické názvy
Zdroj: 
- 1933 – SK Hluboká nad Vltavou (Sportovní klub Hluboká nad Vltavou)
- 195? – TJ Tatran Hluboká nad Vltavou (Tělovýchovná jednota Tatran Hluboká nad Vltavou)
- 198? – zánik
- 1994 – obnovena činnost pod názvem TJ Hluboká nad Vltavou (Tělovýchovná jednota Hluboká nad Vltavou)
- 200? – TJ Hluboká nad Vltavou Knights (Tělovýchovná jednota Hluboká nad Vltavou Knights)

## Přehled ligové účasti
Stručný přehled
Zdroj: 
- 1958–1959: Oblastní soutěž – sk. A (3. ligová úroveň v Československu)
- 1969–1973: Divize – sk. A (3. ligová úroveň v Československu)
- 1973–1974: Jihočeský krajský přebor (5. ligová úroveň v Československu)
- 1974–1975: Divize – sk. A (4. ligová úroveň v Československu)
- 1975–1977: Divize – sk. B (4. ligová úroveň v Československu)
- 2003–2009: Jihočeský krajský přebor (4. ligová úroveň v České republice)
- 2009– : Jihočeská krajská liga (4. ligová úroveň v České republice)

Jednotlivé ročníky
Zdroj: 
Legenda: ZČ – základní část, červené podbarvení – sestup, zelené podbarvení – postup, fialové podbarvení – reorganizace, změna skupiny či soutěže
| Československo (1958 – 1993) |                          |           |           |                                       |                      |
| Sezóny                       | Soutěž                   | Úroveň    | ZČ        | Play-off, nadstavba, sk. o udržení... | Poznámky             |
| 1958/59                      | Oblastní soutěž – sk. A  | 3. úroveň | 4. místo  |                                       | Sestup               |
| …                            |                          |           |           |                                       |                      |
| 1969/70                      | Divize – sk. A           | 3. úroveň | 5. místo  |                                       |                      |
| 1970/71                      | Divize – sk. A           | 3. úroveň | 5. místo  |                                       |                      |
| 1971/72                      | Divize – sk. A           | 3. úroveň | 7. místo  |                                       |                      |
| 1972/73                      | Divize – sk. A           | 3. úroveň | 8. místo  |                                       | Sestup; reorganizace |
| 1973/74                      | Jihočeský krajský přebor | 5. úroveň |           |                                       | Postup               |
| 1974/75                      | Divize – sk. A           | 4. úroveň | 6. místo  |                                       | Změna skupiny        |
| 1975/76                      | Divize – sk. B           | 4. úroveň | 5. místo  |                                       |                      |
| 1976/77                      | Divize – sk. B           | 4. úroveň | 4. místo  |                                       | Sestup               |
| …                            |                          |           |           |                                       |                      |
| Česko (1993 – )              |                          |           |           |                                       |                      |
| Sezóny                       | Soutěž                   | Úroveň    | ZČ        | Play-off, nadstavba, sk. o udržení... | Poznámky             |
| …                            |                          |           |           |                                       |                      |
| 2003/04                      | Jihočeský krajský přebor | 4. úroveň | 5. místo  | Zápas o 5. místo (výhra)              |                      |
| 2004/05                      | Jihočeský krajský přebor | 4. úroveň | 2. místo  | Finále                                |                      |
| 2005/06                      | Jihočeský krajský přebor | 4. úroveň | 6. místo  | Vítěz                                 | Baráž                |
| 2006/07                      | Jihočeský krajský přebor | 4. úroveň | 2. místo  | Semifinále                            |                      |
| 2007/08                      | Jihočeský krajský přebor | 4. úroveň | 8. místo  | Čtvrtfinále                           |                      |
| 2008/09                      | Jihočeský krajský přebor | 4. úroveň | 10. místo |                                       | Změna názvu soutěže  |
| 2009/10                      | Jihočeská krajská liga   | 4. úroveň | 9. místo  |                                       |                      |
| 2010/11                      | Jihočeská krajská liga   | 4. úroveň | 9. místo  |                                       |                      |
| 2011/12                      | Jihočeská krajská liga   | 4. úroveň | 9. místo  |                                       |                      |
| 2012/13                      | Jihočeská krajská liga   | 4. úroveň | 9. místo  |                                       |                      |
| 2013/14                      | Jihočeská krajská liga   | 4. úroveň | 9. místo  |                                       |                      |
| 2014/15                      | Jihočeská krajská liga   | 4. úroveň | 11. místo |                                       |                      |
| 2015/16                      | Jihočeská krajská liga   | 4. úroveň | 9. místo  |                                       |                      |
| 2016/17                      | Jihočeská krajská liga   | 4. úroveň | 5. místo  | Finále                                |                      |
| 2017/18                      | Jihočeská krajská liga   | 4. úroveň | 12. místo |                                       |                      |
| 2018/19                      | Jihočeská krajská liga   | 4. úroveň | 4. místo  | Semifinále                            |                      |
| 2019/20                      | Jihočeská krajská liga   | 4. úroveň | 9. místo  |                                       |                      |
| 2020/21                      | Jihočeská krajská liga   | 4. úroveň | –. místo  |                                       | Zrušeno              |
| 2021/22                      | Jihočeská krajská liga   | 4. úroveň | 8. místo  | Čtvrtfinále                           |                      |
| 2022/23                      | Jihočeská krajská liga   | 4. úroveň | 3. místo  | Čtvrtfinále                           |                      |
| 2023/24                      | Jihočeská krajská liga   | 4. úroveň | 2. místo  | Vítěz                                 | Kvalifikace          |
| 2024/25                      | Jihočeská krajská liga   | 4. úroveň | 4. místo  | Finále                                |                      |